# イロハマイ
イロハマイ（6月16日 - ）は、日本の歌手、シンガーソングライター、作曲家。宮城県出身。自身の曲をDTMで作曲し、ショルキーを弾きながら歌うトラックメイカー・シンガーソングライターと名乗る。ソロのライブ活動を行なっている他、アイドルやシンガーソングライターへの楽曲提供、アレンジやレコーディング、ナレーション、動画編集なども手がける。

## 概要

### 活動歴
- 2012年、第一興商、ユニバーサルミュージック、テレビ朝日ミュージックなどが共同開催したミュージックDNAトーキョー2012「女性ヴォーカル発掘オーディション」に、カラオケのDAM★とも録音で応募し、決勝まで進む。同年9月17日、TSUTAYA O-EASTで行われた決勝にて、個性的な歌声と楽しそうに歌う明るいパフォーマンスで1000人以上の応募者の中から優勝。人生で初めての歌のステージが渋谷O-EAST。
- 2013年9月16日、『ミュージックDNAトーキョー'13』に、前年のオーディション優勝者として出演。[1]
- 2014年2月26日、ボカロP bakerの楽曲を含む3曲同時配信で、ユニバーサルミュージックより配信デビュー。
- 2015年よりフリーで活動。ほぼ毎月、ライブ出演や路上ライブを行う。
- 2016年3月12日、横浜 O-SITEにて、音楽大学卒業記念の『イロハマイ もふにかる START-UP ワンマンライブ』を開催。同年11月3日、同じく横浜 O-SITEにて、イロハマイ☆ワンマンライブ『金の雨が降る街～もふにかるの逆襲』を開催。チケットはsold out。
- 2017年より、多数のアーティストを集めた主催イベントを定期的に行う。
- 2019年11月30日、六本木morph-tokyoにてデビュー5周年記念のワンマンライブを開催。
- 2020年5月より、バンド「未来世1/2%」のメンバーとしても活動を開始。(2022年2月から活動休止中。)
- 2021年10月28日、渋谷WWWにて開催の『イロハ×ミライセFES』にてライブ活動を一時休止。
- 2022年6月12日、Yokohama mint hallにて開催された『 S A I S E I – 再 生 × 再 声 – 』にてライブ活動を再開。

## ディスコグラフィ

### 配信限定シングル
| タイトル         | 発売日        |
| ---------------- | ------------- |
| fork in the road | 2014年2月26日 |
| とまり木         | 2014年2月26日 |
| 杜のイ・ロ・ハ   | 2014年2月26日 |

- 3タイトル同時リリース

### 自主制作シングル
| タイトル       | 発売日         | 発売順      | 収録曲                                                           | 備考              |
| -------------- | -------------- | ----------- | ---------------------------------------------------------------- | ----------------- |
| ナツノモリ     | 2014年8月28日  | 1stシングル | 1.マーメイド・ソーダ・サマー / 2.曖昧モコ / 3.パントマイム       | 初回プレス盤 完売 |
| フユノモリ     | 2016年6月26日  | 2ndシングル | 1.fly the nest / 2.唯一ムニ / 3.鳥かご                           |                   |
| 血と涙とバカ。 | 2017年11月30日 | 3rdシングル | 1.バカのひとつ覚え / 2.さよならの音色は青色 / 3.廻る・赤い・時間 |                   |
| 絶対の存在     | 2019年11月30日 | 4thシングル | 1.絶対の存在 / 2.black hole / 3.ヒカルホタル                     |                   |

### 自主制作シングル復刻版
| タイトル               | 発売日         | 備考                                 |
| ---------------------- | -------------- | ------------------------------------ |
| ナツノモリ 2019 復刻盤 | 2019年６月16日 | 歌を再レコーディングし、CD-Rにて再販 |

### アルバム
| タイトル           | 発売日         | 発売順          | 収録曲 |
| ------------------ | -------------- | --------------- | --- |
| 金の雨が降る街     | 2017年1月21日  | 1stアルバム     | 1.金の雨 / 2.かぐや姫 / 3.オリジナル人間 / 4.うたたねウィザード / 5.しらゆき姫 / 6.友情ポリゴン / 7.パントマイム-ほしくずmix- / 8.鳥かご-おやすみmix- |
| うさぎのおもちゃ箱 | 2018年12月15日 | 1stミニアルバム | 1.START-UP! / 2.うさぎエモーション / 3.微炭酸メモリー / 4.救愛テレポーター / 5.Future花占い / 6.トロイメライ |
| MOFU BEST 2022     | 2022年 8月28日 | ベストアルバム  | 1.友情ポリゴン / 2.微炭酸メモリー / 3.かぐや姫 / 4.オリジナル人間 / 5.絶対の存在 / 6.fly the nest / 7.バカのひとつ覚え / 8.唯一ムニ / 9.さよならの音色は青色 / 10.救愛テレポーター / 11.パントマイム / 12.うたたねウィザード / 13.廻る・赤い・時間 / 14.トロイメライ / 15.7年後、僕らは。-piano ver- |

### コラボCD
| タイトル                | 発売日        | 共同催作者                      | 備考                                                                                    |
| ----------------------- | ------------- | ------------------------------- | --------------------------------------------------------------------------------------- |
| 君に歌ううた [mai ver.] | 2020年5月11日 | 武井麻里子                      | 配信でファンと制作した楽曲「君に歌ううた」と、武井麻里子の楽曲「n.e.o.n」のカバーを収録 |
| ヒトヒラの未来          | 2020年8月1日  | 六本木morph-tokyo(ライブハウス) | 2週間限定発売、再販予定なし                                                             |

### 1/2 tsp N.(コサジ ハンブンノ ナミダ)
[同人活動での別名義]
| タイトル   | 発売日         | 発売会場  | 備考                              |
| ---------- | -------------- | --------- | --------------------------------- |
| そ・れ・な | 2020年3月1日   | M3 2020春 | MIKU盤・IROHA盤 同時発売          |
| 調子ハズレ | 2020年10月25日 | M3 2020秋 | 初音ミク盤・イロハマイ盤 同時発売 |

## LIVE
（主催、共同主催、フェス等の主要イベントのみ記載）

### 2013年
- 9月16日　『ミュージックDNAトーキョー'13』（会場：渋谷O-EAST）前年のオーディション優勝者として出演
- 11月2日　安納なお×イロハマイ『夜カフェLIVE♪』（会場：渋谷 TK BAR）

### 2014年
- 5月18日　『杜の音楽会 vol.01』（会場：SHIBUYA BURROW）

### 2015年
- 6月27日　安納なお×イロハマイ 『夜カフェ♡バースデーLIVE』（会場：北参道 ストロボカフェ）
- 11月15日　安納なお×イロハマイ 『夜カフェLIVE』（会場：渋谷 encore）

### 2016年
- 2月12日　安納なお×イロハマイ『夜カフェ バレンタインパーティー』（会場：原宿ストロボカフェ）
- 3月12日　『イロハマイ もふにかる START-UP ワンマンライブ』（会場：横浜 O-SITE）
- 6月26日　イロハマイ☆レコ発&バースデーLIVE（会場：北参道ストロボカフェ）
- 11月3日　イロハマイ☆ワンマンライブ『金の雨が降る街～もふにかるの逆襲』(会場：横浜 O-SITE）

### 2017年
- 1月21日　イロハマイ企画レコ発ライブ『新年あけおめ もふ祭り』（会場：渋谷 DESEO mini with VILLAGE VANGUARD）
- 4月15日　『春のもふ祭○△□〜エレポップまみれ〜』（会場：渋谷Milkyway）
- 6月17日　イロハマイ☆バースデーライブ『もふもふの誕生を祝う会 2017』（会場：渋谷 DESEO mini with VILLAGE VANGUARD）
- 8月6日　　『夏のもふ祭○△□〜エレポップいろいろ〜』（会場：渋谷チェルシーホテル）
- 10月1日　イロハマイ主催ライブ 『秋のもふ祭○△□〜これはもう、モフフェス〜』(会場：Shibuya eggman ）
- 10月29日　イロハマイ◎ワンマン一ヶ月前！ワンコインLIVE『もふもふ ハロウィン ミニワンマン』(会場：渋谷チェルシーホテル）
- 11月30日　イロハマイ☆ワンマンライブ『大草原もふ祭@WWW』(会場：渋谷WWW ）
- 12月16日　ファンミーティング＆ランチライブ『もふっコ反省会 2017』（会場：渋谷7th FLOOR）

### 2018年
- 3月3日　イロハマイ×武井麻里子 2マンライブ『まりっとモフモフ』（会場：EBISU BATICA）
- 6月16日　『もふもふの誕生を祝う会 2018』〜今年はMVたくさん作るぞ宣言〜（会場：北参道 ストロボカフェ）
- 8月12日　『MV撮影もふ祭』〜バカのひとつ覚え〜（会場：大塚MEETS）
- 12月15日　イロハマイpresents『＃もふフェス vol.1』-レコ発&クリスマスまで10カウント-（会場：池尻大橋#chord_）
- 12月30日　イロハマイpresents『＃もふカフェ vol.1』-2018年 忘年会すぺしゃる3マン-（会場：池尻大橋#chord_）

### 2019年
- 1月12日　ワンマン直前緊急ライブ『￥プチワンマン2019￥〜イロハの野望〜』（会場：大塚MEETS）
- 1月20日　イロハマイMV撮影ワンマンLIVE『平成最期のかぐや姫』（会場：青山 月見ル君想フ）
- 2月23日　イロハマイpresents 『＃もふカフェ vol.2- かぐや姫MV お披露目の会 -』（会場：池尻大橋#chord_）
- ５月18日　『＃もふカフェ vol.3　ふぉん太朗生誕祭』（会場：池尻大橋#chord_）
- 6月16日　『＃もふカフェ vol.4　イロハマイの誕生を祝う会 2019』（会場：池尻大橋#chord_）
- 7月20日　イロハマイ 5周年ワンマン応援企画『ワンマン決起集会』（会場：大塚MEETS）
- 7月28日　イロハマイpresents『＃もふフェス vol.2 - electro夏祭り2019 -』（会場：渋谷 LOUNGE NEO）
- 9月15日　まんぼうフェス特別編『イロハマんぼう２マン（イロハマイ×桐原ユリ）』（会場：阿佐谷家劇場）
- 9月28日　イロハマイpresents『 合縁奇縁 - MOFU応援 vol.1 - 』（会場：六本木morph-tokyo）
- 10月19日　イロハマイpresents『 合縁奇縁 - MOFU応援 vol.2 - 』（会場：六本木morph-tokyo）
- 11月23日　イロハマイ ワンマン一週間前！『もふカフェ おでん祭り』（会場：池尻大橋#chord_）
- 11月30日　Irohamai 5th anniversary LIVE 『 好機到来 - MOFU襲来 - 』（会場：六本木morph-tokyo）

### 2020年
- 1月18日　『＃もふカフェ - 新年芋煮会 - 』（会場：池尻大橋#chord_）
- 1月25日　『＃もふフェス vol.3.5  - electro新年祭り2020 - 』（会場：下北沢MOSAiC）
- 5月20日　『ふぉん太朗 生誕祭 2020』（会場：池尻大橋#chord_より生配信）
- 5月30日　『未来世1/2%』お披露目 配信ライブ（会場：池尻大橋#chord_より生配信）
- 6月16日　『イロハマイの誕生を祝う会 2020』- バースデー配信ライブ -（会場：池尻大橋#chord_より生配信）
- 7月11日　武井麻里子&イロハマイ ただいま2マン『We are back〜君に歌ううた〜』（会場：下北沢MOSAiC）
- 12月5日　未来世1/2%『1st one-man LIVE』（会場：池尻大橋#chord_）

### 2021年
- 2月27日　イロハマイ 7th Anniversary『Opening Party!!』（会場：池尻大橋#chord_）
- 6月16日「イロハマイの生誕を祝う会 2021」（会場：池尻大橋#chord_）
- 10月2日　未来世1/2% presents 「MIRAISE MINI FES 2021 Autumn」（会場：池尻大橋#chord_）
- 10月28日　イロハマイ7周年&未来世1/2%レコ発LIVE『イロハ×ミライセ FES』(会場：渋谷WWW ）[2]

### 2022年
- 6月12日　イロハマイ再始動ワンマンライブ『 S A I S E I – 再 生 × 再 声 – 』(会場：Yokohama mint hall)[3]
- 8月28日　イロハマイ pre. 『MOFU-BEST 2022 レコ発LIVE』（会場：池尻大橋#chord_）

### 2023年
- 2月26日　イロハマイ9th anniversary Opening Party!!（会場：池尻大橋#chord_）
- 3月24日『夢カナFES 2023』(会場：渋谷7th Floor)
- 6月25日『イロハマイの誕生を祝う会2023 』(会場：navey floor 赤坂)

## 楽曲提供・作編曲・ナレーション・動画制作などの活動

### 楽曲提供
- あいなぷぅ(パーパー) オリジナル楽曲『せんぱい、』[作詞(共同)/作曲/編曲/レコーディング]
- 桐原ユリ オリジナル楽曲『まんぺこの特等席』[作詞(共同)/作曲/編曲]
- 桐原ユリ オリジナル楽曲『SEIYU』[作詞(共同)/作曲/編曲]
- 桐原ユリ オリジナル楽曲『柳沢課長』[作詞(共同)/作曲/編曲]
- 想色.stream オリジナル曲『starting line』[作詞/作曲]
- 想色.stream オリジナル曲『紫のフリージア』[作詞/作曲]

### 編曲
- 武井麻里子 会場限定シングル収録楽曲『サマー・コバルトブルー・サマー』[編曲/レコーディング]

### 執筆・ナレーション
- PHP研究所 GooglePlayオーディオ『タヌキリレー』[ショートショート作品執筆/ナレーション]
- PHP研究所 GooglePlayオーディオ『空想世界への非常口』[ショートショート作品執筆/ナレーション]
- PHP研究所 GooglePlayオーディオ『君の、歌うギター』[ショートショート作品執筆/作曲/ナレーション]
- PHP研究所 GooglePlayオーディオ『オーディオ・ショートショートガーデン』ジングル[作曲]
- 株式会社PHP研究所　ショートショートガーデンプチコン優秀作品集海　『君と僕のプライベートビーチ』収録

### 動画制作
- Amazon Prime Video 「3-shineーサンシャイン・ワンマンライブー」［動画編集　一部協力］
- BRATS ライブMV　解放セヨ(Kaihou seyo)[映像編集 一部協力]
- BRATS ライブ動画　決まりごと (Kimarigoto) LIVE Ver. [映像編集 一部協力]
- 武井麻里子 Official Music Video『東京エンデバー』[リリックムービー制作]
- 武井麻里子 Official Music Video『COTTON CANDY』[リリックムービー制作]

## 出演

### テレビ出演
1. musicるTV 2014年5-6月（テレビ朝日系列）

### ラジオ出演
1. かわさきFM　2015年12月22日　出演
2. コマラジ『Selfish Girl！』　2020年9月20日 ゲスト出演
3. 東京 FM 『たーなー先生の夢カナRADIO #13』　2022年12月24日　出演